# Staphylodermie

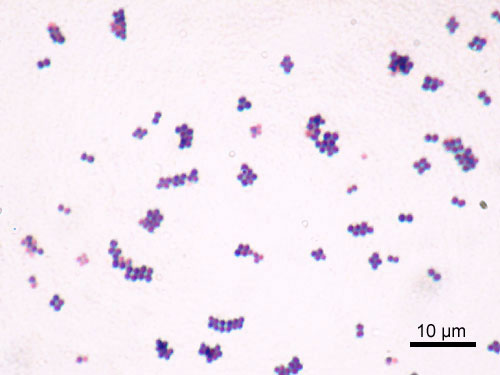
Staphylokokken in der sogenannten Gram-Färbung unter dem Mikroskop

Unter Staphylodermie versteht man in der Medizin allgemein eine infektiöse Hauterkrankung, die durch eine bestimmte Gruppe von Eiterbakterien, den Staphylokokken, hervorgerufen wird. Es werden nach Verlaufsform und Symptomen verschiedene Formen unterschieden. Eine Behandlung ist je nach Schweregrad entweder durch lokal antiseptische Salben oder durch Antibiotika möglich.

## Einteilung und Symptome

### Follikuläre Staphylodermie
Synonyme sind Staphylodermia follicularis, Ostiofollikulitis (Bockhart), Impetigo Bockhart, Impetigo follicularis Bockhart, Folliculitis staphylogenes superficialis, Folliculitis pustulosa, Bockhart impetigo. Bei dieser Form sind die Öffnungen der Haarfollikel oberflächlich durch den Eitererreger Staphylococcus aureus entzündet. Um die Haarbälge herum treten gelbliche Pusteln oft mit einem roten Hof auf. Bevorzugte Körperregionen sind das Gesicht, die behaarte Kopfhaut und die Extremitäten.

### Staphylodermia superficialis diffusa exfoliativa
Synonyme sind Staphylococcal scalded skin syndrome (Syndrom der verbrühten Haut), staphylogenes Lyell-Syndrom, Morbus Ritter von Rittershain (nach Gottfried Ritter von Rittershain).
Es handelt sich um eine Toxikose der Haut, die durch Fernwirkung spezifischer Toxine von Staphylococcus aureus der Phagengruppe II mit dem Phagentyp 71 verursacht wird. Diese Bakterien produzieren den Giftstoff Exfoliatin, der in die Blutbahn abgegeben wird und zu einer Spaltbildung in der Oberhaut (Epidermis) führt. Dadurch bilden sich oberflächliche Hautblasen, die leicht platzen, was zur Ablösung größerer Hautlappen mit entsprechenden Wundflächen führt. Diese Form tritt überwiegend bei Kindern unter fünf Jahren auf.

### Impetigo contagiosa staphylogenes (Großblasige Impetigo)

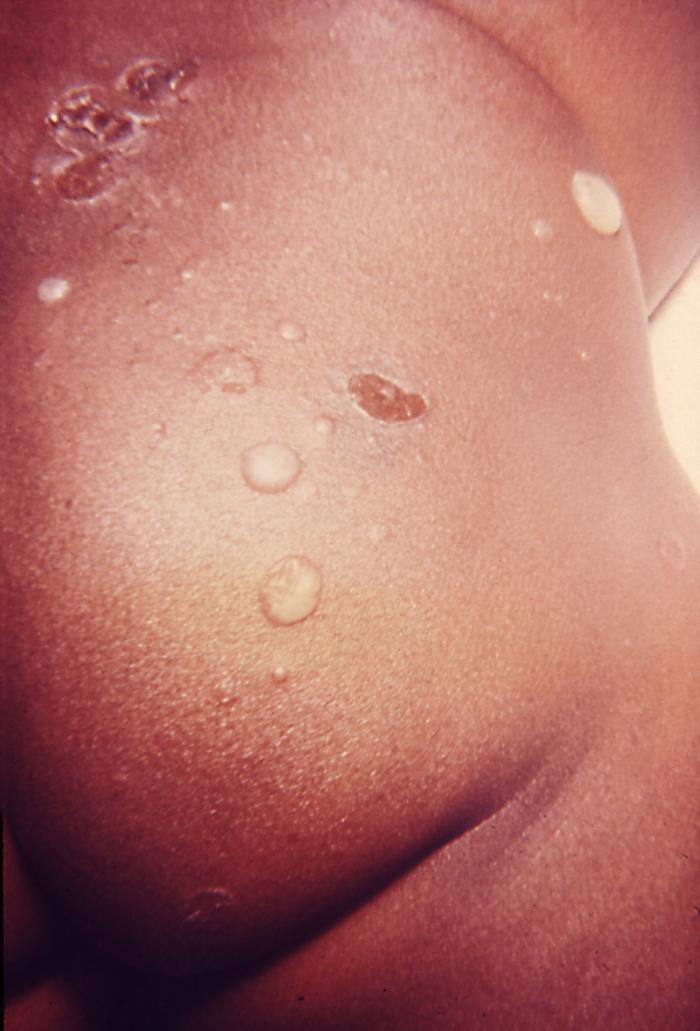
Blasenförmige Hautläsionen und einige Krusten bei einem Patienten mit Impetigo contagiosa staphylogenes

Dieses Krankheitsbild wird durch Staphylococcus aureus der Phagengruppe II verursacht. Es bilden sich schlaffe Blasen, die mit einer klaren bis gelblich-eitrigen Flüssigkeit gefüllt sind. Sobald diese aufplatzen, trocknen sie zu honiggelben Krusten ein. Bis zur Abheilung aller Läsionen besteht ein sehr hohes Infektionsrisiko. Neben der durch Staphylokokken verursachten großblasigen Impetigo gibt es auch noch eine kleinblasige Form, diese ist weniger häufig und wird durch Streptokokken verursacht. Für weitere Informationen siehe Impetigo contagiosa.

## Therapie
Bei der follikulären Verlaufsform ist eine lokal antiseptische Behandlung mit bakterienabtötenden Lösungen, gegebenenfalls auch mit Fusidinsäure-Salben, möglicherweise schon ausreichend. Gegebenenfalls können die Pusteln auch eröffnet und die befallenen Hautpartien anschließend mit feuchten Umschlägen mit antiseptischen Lösungen behandelt werden. Reicht dies nicht aus, müssen gegebenenfalls auch Antibiotika innerlich als Saft, Tabletten oder Infusion gegeben werden. Die exfoliative Staphylodermie ist immer eine schwere Erkrankung, die eine antibiotische Therapie als Infusion und eine unterstützende intensivmedizinische Betreuung erforderlich macht. Beim Impetigo contagiosa sind daneben auch strenge hygienische Maßnahmen einschließlich des Abdeckens der hochansteckenden Hautläsionen erforderlich.